# Affaneur
Un affaneur désigne, dans le parler lyonnais et à Lyon et plus généralement dans le département du Rhône en France, un gagne-denier, un crocheteur, dont l'ensemble forme une corporation bénéficiaire, comme les crocheteurs, de certains privilèges. Le terme est attesté dès 1380-1388 et tombe en désuétude au XIXe siècle.

## Questions sur la définition

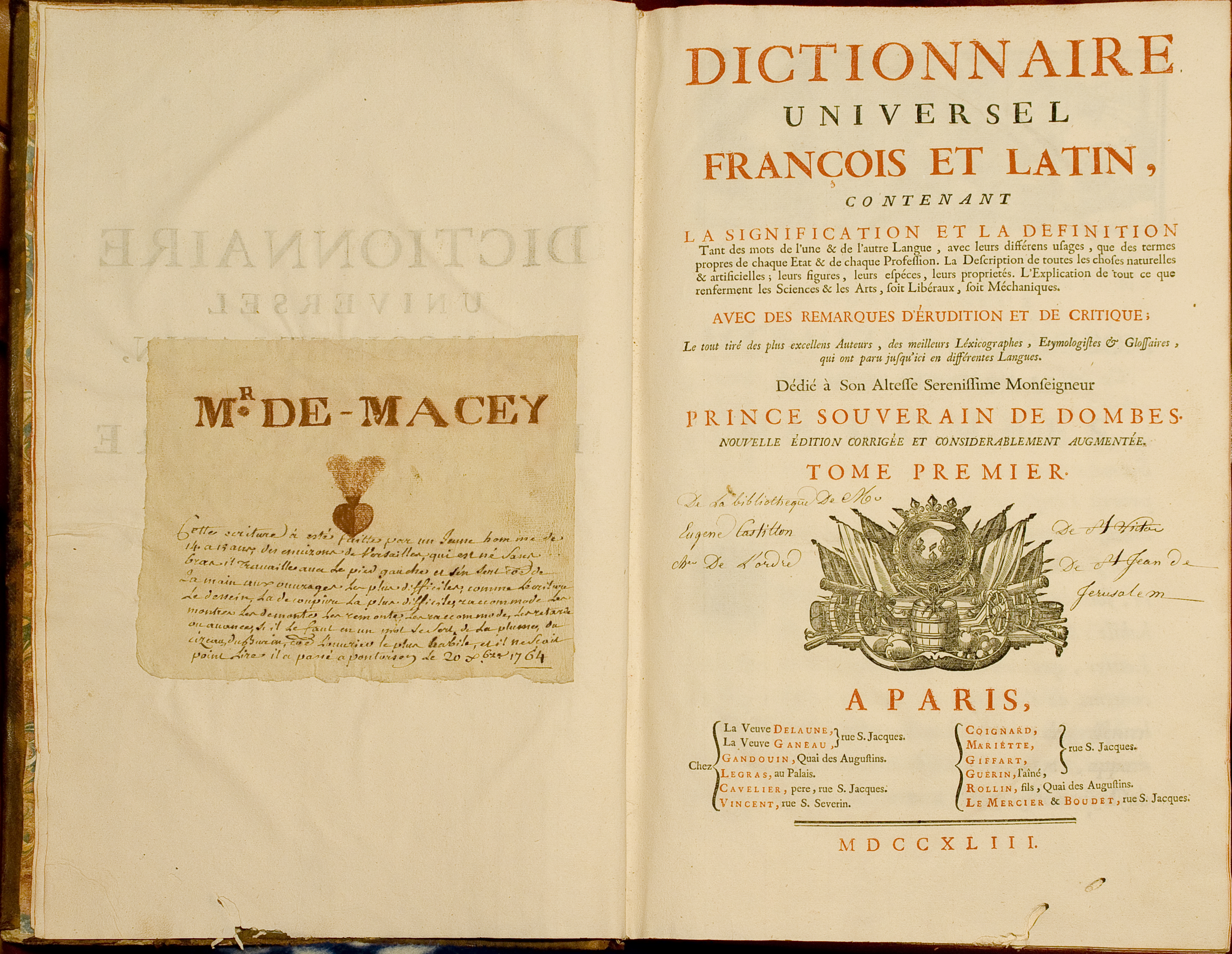
Dictionnaire de Trévoux, édition de 1743.

L'érudit et architecte lyonnais Nizier du Puitspelu (1827-1895) donne comme synonymes les termes d'« affaneurs », « gagne-deniers » et « crocheteurs » tandis que l'historien lyonnais Maurice Garden s'interroge sur la pertinence d'une synonymie entre les termes d'« affaneurs » et de « journaliers ». Il soulève l'absence du terme affaneur dans la plupart des dictionnaires du XVIIIe siècle et rappelle que le terme de journalier désigne, dans certains dictionnaire comme le Dictionnaire de Trévoux publié sous la direction des Jésuites à partir de 1704, un ouvrier qui travaille à la journée en distinguant artificiellement les notions de manœuvres et manouvriers, le premier déterminerait un aide-maçon ou aide-couvreur ou tout autre titulaire d'une fonction ne réclamant aucun art ni apprentissage ; ce terme de « journalier » désigne exactement ces fonctions, notamment dans le parler lyonnais et les actes notariaux de cette période. Pour autant, dans des espaces plus ruraux que le cœur de ville, le terme de « journalier » pourrait également désigner des travailleurs de la terre.
Quant au terme affaneur, Garden rappelle qu'il désigne, dans les dictionnaires du XIXe siècle comme celui de Nizier du Puitspelu « à peu près [...] la même [chose] » en soulevant la désuétude et la survivance sporadique du terme et la synonymie entre affaneur et les termes usités à Paris de crocheteurs, portefaix et gagne-deniers, ce dernier terme n'étant jamais usité à Lyon. Pour autant, il soulève que le terme peut se trouver associé avec d'autres en donnant des désignations comme « affaneur journalier » et « manœuvre crocheteur », ces fonctions étant essentiellement liées à des lieux de transbordement de marchandises : port, place et douane.

## Étymologie et histoire
Si le verbe affaner, du français ahaner est attesté dans le sens de « travailler de peine » comme dans l'expression « affaner son pain » signifiant le « gagner avec peine » ou dans une expression de Guignol « Faut pas que les vieux épousent de colombes, ça les fait trop affaner », le terme d'« affaneur » est attesté dès la période 1380-1388 comme dans ce livre de salaires où « Johan de Grouléee, affanour [gagne] 1 gros ». On le relève également dans les archives municipales comme dans les deux exemples cité par Nizier du Puitspelu, « Au Ros de Buissandre, affaneur, pour faire un terreilz (fossé) » en 1509 ou « payé à plusieurs charretiers et affaneurs qui ont amené la nouvelle artillerie » en 1512. Le terme n'est plus usité au XIXe siècle.

## Fonctions
Ce sont les règlements de police qui assignent un affaneur à un poste déterminé où son rôle est le déchargement des bateaux, le transport des marchandises chez les négociants ou les particuliers bourgeois. Organisés en communauté, appelée « Corps des affaneurs », légèrement différente des autres corporations, ils ne font pas partie des 72 communautés établies dans la ville au XVIIIe siècle, car, selon Maurice Garden, « leur activité n'est pas réellement un art ». Ni apprentissage ni achat de charge ne sont nécessaires, pour autant le titre de maître leur est parfois attribué dans certains actes notariés sans que ce terme ne renvoie à l'obtention d'un privilège. Cet auteur souligne encore que le terme affaneur est parfois associé à d'autres métiers que ceux auxquels il est généralement attaché, comme « affaneur domestique d'un aubergiste » ou « affaneur au service d'un menunier » jusqu'à désigner tous les métiers relatifs au transport de marchandises comme les voituriers et mariniers. Pour autant, et plus généralement, le terme d'affaneur relève du « caractère non spécialisé du travail ».

## Sources et références
- Maurice Garden, Lyon et les Lyonnais au XVIIIe siècle, Société d'édition Les Belles Lettres, Paris, 1970, 772 pages

1. 1 2 3 4 5  p. 235
2. 1 2 3 4  p. 236

### Autres références
1. 1 2 3 4  Nizier du Puitspelu, Le Littré de la Grand'Côte